# Stadionul Ion Comșa
Stadionul Ion Comșa – wielofunkcyjny stadion w Călărași, w Rumunii. Został otwarty w 1962 roku. Może pomieścić 10 400 widzów. Swoje spotkania rozgrywają na nim piłkarze klubu Dunărea Călărași.